# Erich Willers
Erich Willers (* 9. Juni 1894 in Danzig; † 26. März 1952) war ein deutscher Jurist und Politiker (NSDAP).
Willers war der Sohn des Baumeisters und Ziegeleibesitzers Felix Willers. Er war evangelischer Konfession. Er besuchte das Gymnasium in Danzig, an dem er das Abitur ablegte. Danach studierte er Rechts- und Staatswissenschaften in München, Kiel, Freiburg, Heidelberg und Breslau. Im Juni 1919 bestand er das erste juristische Staatsexamen am Oberlandesgericht Breslau und wurde Gerichtsreferendar. Im November 1920 wurde er von der Universität Breslau promoviert. Im Jahre 1923 bestand er das zweite Staatsexamen und wurde zunächst preußischer Gerichtsassessor und 1924 Rechtsanwalt in Danzig. Im November 1928 wurde er zum Notar ernannt. Er betrieb in Danzig eine Gemeinschaftskanzlei mit dem promovierten Rechtsanwalt Bruno Ratzke.
Sein Studium wurde durch den Ausbruch des Ersten Weltkriegs unterbrochen. Er war 1914 Kriegsfreiwilliger und diente zunächst an der Ostfront, bevor er im März 1915 an den westlichen Kriegsschauplatz versetzt wurde. Im November 1915 wurde er zum Leutnant befördert. Er war etwa drei Jahre bei Verdun als Artillerieoffizier, zuletzt als Batterieführer eingesetzt. Im März 1918 erlitt er eine schwere Verwundung am rechten Auge durch Granatsplitter. Am 30. Juni 1920 schied er mit dem Charakter eines Oberleutnants aus der Reichswehr aus.
In der Freien Stadt Danzig schloss er sich der NSDAP an und war für diese ab 1933 Mitglied im Volkstag.
1945 flüchtete er aus Danzig; 1948 folgte das Entnazifizierungsverfahren gegen ihn im Kreis Rendsburg.
Er wurde mit dem Verwundetenabzeichen und dem Eisernen Kreuz I. und II. Klasse ausgezeichnet.

## Werke
- Gibt es nach B. G. B. noch ein Teilungsvermächtnis (Legatum partitionis)?, Diss., Breslau, 1921.